# 薄井一議
薄井一議（うすいかずよし、1975年- ）は日本の写真家。東京都出身。東京工芸大学芸術学部写真学科卒業。
複数の写真シークエンスからストーリーを構築し、フィクションとドキュメンタリーを融合させた独自の世界観を創り出している。映画的な作風が特徴。
作品には、別の時空で昭和がまだ続いていたらどんな世界か、現代日本を多元宇宙的に撮影したShowa３部作『Showa88 / 昭和88年』『Showa92』『Showa96』、
もし、現代の東京にキリストがいたらどんな行動をとるか、キリストの目線で東京を記録した『マカロニキリシタン』などがある。
また、2015 年には6 年間の密着撮影で完成された初の映像作品『ダライラマ14 世』が渋谷ユーロスペースを皮切りに全国公開された。
イギリスの「British Journal of Photography」や、アメリカの「Aperture」「American suburb X」などでも特集が組まれている。
『Showa 92 / 昭和92年』で第41回木村伊兵衛写真賞候補。

## 写真集
- 『マカロニキリシタン』(美術出版社, 2006）
- 『Showa88 / 昭和88年』（ZEN FOTO GALLERY , 2011)
- 『Showa 92 / 昭和92年』（ZEN FOTO GALLERY , 2015)
- 『Showa 96 / 昭和96年』（ZEN FOTO GALLERY , 2019)

## 映画
『ダライ・ラマ14世』（ブエノスフィルム2015）